# Oust
Oust (okcitansko Ost) je naselje in občina v južnem francoskem departmaju Ariège regije Jug-Pireneji. Leta 2011 je naselje imelo 549 prebivalcev.

## Geografija
Naselje leži v pokrajini Languedoc v Pirenejih ob reki Garbet, 16 km jugovzhodno od Saint-Gironsa.

## Uprava
Oust je sedež istoimenskega kantona, v katerega so poleg njegove vključene še občine Aulus-les-Bains, Couflens, Ercé, Seix, Sentenac-d'Oust, Soueix-Rogalle in Ustou z 3.012 prebivalci.
Kanton je sestavni del okrožja Saint-Girons.

## Zanimivosti
- romanska cerkev Notre-Dame de Vic d'Oust iz 12. stoletja,
- župnijska cerkev sv. Jerneja iz 19. stoletja.